# Schoonebeker Diep
Le Schoonebeker Diep (en allemand Grenzaa) est une rivière allemande et néerlandaise de la Basse-Saxe et de Drenthe.

## Géographie
La source du Grenzaa est située en Basse-Saxe dans les marais au sud-est de Twist. De là, la rivière coule vers l'ouest pour former sur une grande partie de son cours la frontière entre l'Allemagne et les Pays-Bas, au sud d'Emmen. Aux Pays-Bas, la rivière prend le nom de Schoonebeker Diep. Elle passe au sud de Nieuw-Schoonebeek et Schoonebeek avant de se jeter dans les canaux de la ville de Coevorden.

### Nom
En Allemagne, la rivière s'appelle Grenzaa. Aux Pays-Bas, plusieurs orthographes existent : Schoonebeker Diep, Schoonebeeker Diep et Schoonebekerdiep.

## Histoire
Pendant la guerre froide on a construit plusieurs tours d'observation pour signaler, à l'aide d'un radar, l'arrivée d'avions ennemies. Au moins l'une de ces tours a été conservées ; elle est située le long de la N853, au passage de la frontière entre Schoonebeek et Emlichheim.